# Lycodes
Lycodes is een geslacht van straalvinnige vissen uit de familie van puitalen (Zoarcidae).

## Soorten
- Lycodes adolfi Nielsen & Fosså, 1993
- Lycodes akuugun Stevenson & Orr, 2006
- Lycodes albolineatus Andriashev, 1955
- Lycodes albonotatus (Taranetz & Andriashev, 1934)
- Lycodes bathybius Schmidt, 1950
- Lycodes brevipes Bean, 1890
- Lycodes brunneofasciatus Suvorov, 1935
- Lycodes caudimaculatus Matsubara, 1936
- Lycodes cortezianus (Gilbert, 1890)
- Lycodes diapterus Gilbert, 1892
- Lycodes esmarkii Collett, 1875
- Lycodes eudipleurostictus Jensen, 1902
- Lycodes fasciatus (Schmidt, 1904)
- Lycodes frigidus Collett, 1879
- Lycodes fulvus Toyoshima, 1985
- Lycodes gracilis Sars, 1867
- Lycodes heinemanni Soldatov, 1916
- Lycodes hubbsi Matsubara, 1955
- Lycodes japonicus Matsubara & Iwai, 1951
- Lycodes jenseni Taranetz & Andriashev, 1935
- Lycodes jugoricus Knipowitsch, 1906
- Lycodes lavalaei Vladykov & Tremblay, 1936
- Lycodes luetkenii Collett, 1880
- Lycodes macrochir Schmidt, 1937
- Lycodes macrolepis Taranetz & Andriashev, 1935
- Lycodes marisalbi Knipowitsch, 1906
- Lycodes matsubarai Toyoshima, 1985
- Lycodes mcallisteri Møller, 2001
- Lycodes microlepidotus Schmidt, 1950
- Lycodes microporus Toyoshima, 1983
- Lycodes mucosus Richardson, 1855
- Lycodes nakamurae (Tanaka, 1914)
- Lycodes nishimurai Shinohara & Shirai, 2005
- Lycodes obscurus Toyoshima, 1985
- Lycodes ocellatus Toyoshima, 1985
- Lycodes paamiuti Møller, 2001
- Lycodes pacificus Collett, 1879
- Lycodes palearis Gilbert, 1896
- Lycodes pallidus Collett, 1879
- Lycodes paucilepidotus Toyoshima, 1985
- Lycodes pectoralis Toyoshima, 1985
- Lycodes polaris (Sabine, 1824)
- Lycodes raridens Taranetz & Andriashev, 1937
- Lycodes reticulatus Reinhardt, 1835
- Lycodes rossi Malmgren, 1865
- Lycodes sadoensis Toyoshima & Honma, 1980
- Lycodes sagittarius McAllister, 1976
- Lycodes semenovi Popov, 1931
- Lycodes seminudus Reinhardt, 1837
- Lycodes sigmatoides Lindberg & Krasyukova, 1975
- Lycodes soldatovi Taranetz & Andriashev, 1935
- Lycodes squamiventer Jensen, 1904
- Lycodes tanakae Jordan & Thompson, 1914
- Lycodes teraoi Katayama, 1943
- Lycodes terraenovae Collett, 1896
- Lycodes toyamensis (Katayama, 1941)
- Lycodes turneri Bean, 1879
- Lycodes uschakovi Popov, 1931
- Lycodes vahlii Reinhardt, 1831
- Lycodes yamatoi Toyoshima, 1985
- Lycodes ygreknotatus Schmidt, 1950
- Lycodes beringi Andriashev, 1935
- Lycodes concolor Gill & Townsend, 1897
- Lycodes schmidti Gratzianov, 1907